# Лихай, Эрик
Э́рик Джо́зеф Брэ́дли Ли́хай (англ. Eric Joseph Bradley Lichaj; род. 17 ноября 1988, Даунерс-Гров, Иллинойс, США) — американский футболист, защитник.

## Карьера игрока

### Клубная карьера
Лихай — воспитанник академии «Астон Виллы». В 2008 году подписал профессиональный контракт с клубом, но в первые годы игры за клуб игровой практики фактически не имел, поэтому трижды отдавался в аренду.
22 октября 2009 года Лихай был отдан в месячную аренду клубу Лиги два «Линкольн Сити». Сыграл две игры за «Линкольн», после чего, 23 ноября 2009 года, клуб продлил его аренду до нового года.
25 марта 2010 года Лихай отправился в месячную аренду в клуб Лиги один «Лейтон Ориент». 17 апреля 2010 года в матче «Лейтон Ориента» против «Стокпорт Каунти» он забил свой первый гол в профессиональной карьере. 20 апреля 2010 года «Ориент» продлил его аренду до 8 мая 2010 года.
11 августа 2010 года Лихай подписал новый трёхлетний контракт с «Астон Виллой». Дебютировал за «Виллу» 19 августа 2010 года в матче квалификации Лиги Европы 2010/11 против венского «Рапида». В Премьер-лиге дебютировал 10 ноября 2010 года в матче против «Блэкпула».
9 февраля 2011 года Лихай присоединился к «Лидс Юнайтед» на правах краткосрочной месячной аренды. Дебютировал в составе «Лидса» 12 февраля 2011 года в матче против «Бристоль Сити». 14 марта 2011 года «Лидс» продлил его аренду до конца сезона. 9 мая 2011 года «Лидс» объявил о возвращении Лихая в «Астон Виллу».
23 августа 2011 года в матче Кубка Футбольной лиги 2011/12 против «Херефорд Юнайтед» он забил свой первый гол за «Астон Виллу». По окончании сезона 2012/13 Лихай покинул «Астон Виллу».
19 июня 2013 года Лихай подписал двухлетний контракт с клубом Чемпионшипа «Ноттингем Форест». Дебютировал за «Форест» 3 августа 2013 года в матче стартового тура сезона 2013/14 против «Хаддерсфилд Таун». 30 декабря 2014 года продлил контракт с «Ноттингем Форест» до лета 2017 года. 20 октября 2015 года в матче против «Бернли» забил свой первый гол за «Форест». 12 марта 2016 года продлил контракт с «Ноттингем Форест» ещё на один год, до лета 2018 года. 21 января 2018 года подписал с «Ноттингем Форест» новый контракт до лета 2019 года.
22 июня 2018 года Лихай перешёл в «Халл Сити» за нераскрытую сумму, подписав с клубом двухлетний контракт с опцией продления ещё на один год. Дебютировал за «Халл Сити» 6 августа 2018 года в матче стартового тура сезона 2018/19 против «Астон Виллы». По окончании сезона 2019/20 Лихай покинул «Халл Сити».
7 сентября 2020 года Лихай подписал контракт с клубом турецкой Суперлиги «Фатих Карагюмрюк».

### Карьера в сборной
30 сентября 2010 года Лихай впервые получил вызов в сборную США, на товарищеские матчи со сборными Польши и Колумбии. В матче с поляками 9 октября 2010 года остался в запасе. В матче с колумбийцами 12 октября 2010 года, выйдя на замену с началом второго тайма вместо Джонатана Спектора, дебютировал за звёздно-полосатую дружину.
Был включён в состав сборной на Золотой кубок КОНКАКАФ 2011.
Значился в предварительной заявке сборной на Кубок Америки 2016, но в окончательный состав не попал.
Был включён в состав сборной на Золотой кубок КОНКАКАФ 2017. 19 июля 2017 года в четвертьфинале турнира против сборной Сальвадора забил свой первый гол за сборную США.

## Карьера тренера
31 марта 2022 года академия ФК «Цинциннати» наняла Лихая в качестве главного тренера команды до 19 лет.

## Достижения
Командные
 сборная США
- Золотой кубок КОНКАКАФ: 2017
- Золотой кубок КОНКАКАФ: 2011